# Albin Rayski

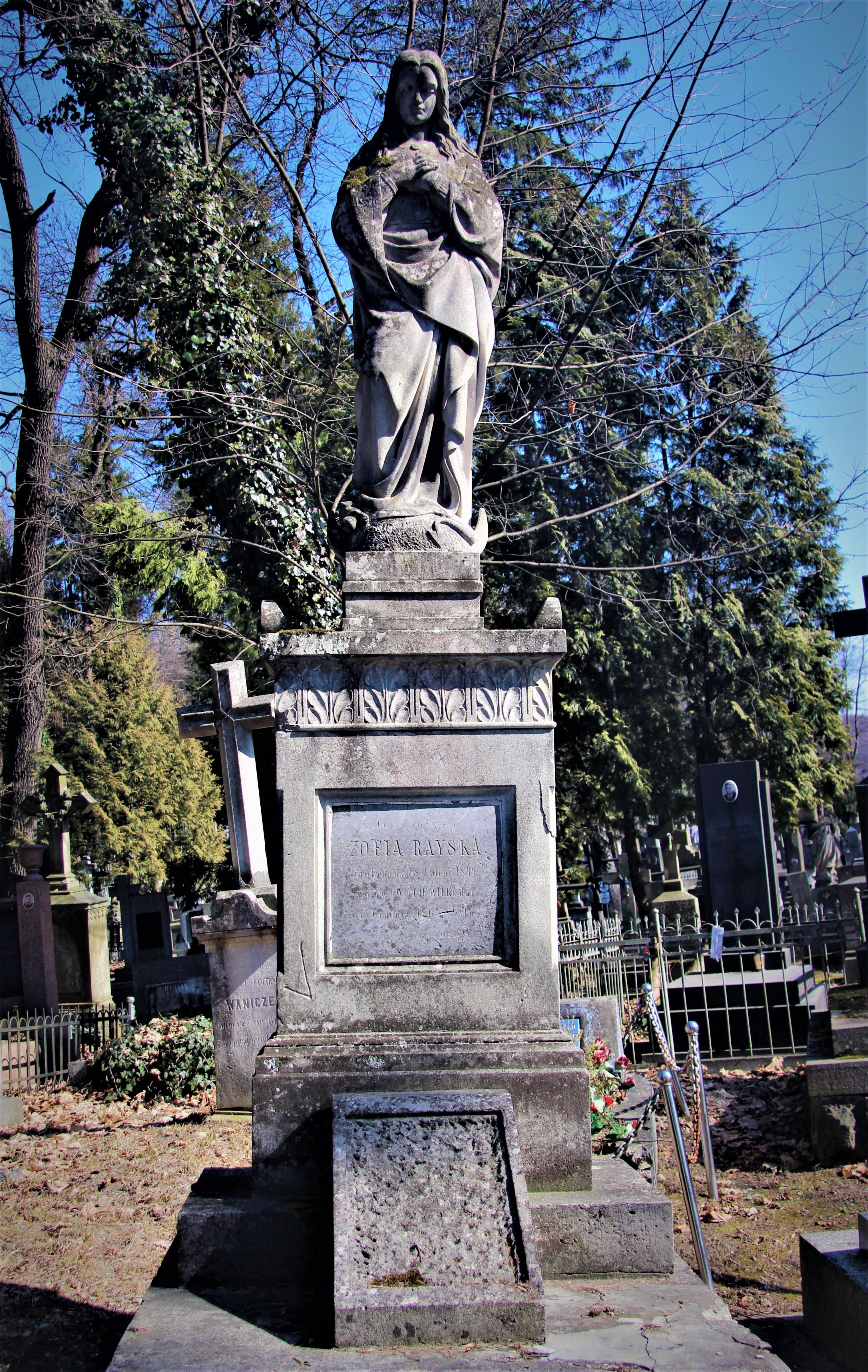

Albin Rayski (ur. 1845, zm. 18 marca 1921 we Lwowie) – polski ziemianin, polityk.

## Życiorys
Syn Tomasza Rayskiego i Julii z Waniczków (1817-1908),
Poseł do Sejmu Krajowego Galicji VI i VII, VIII i IX kadencji (1889–1913). Był prezesem koła demokratycznego
Wybrany ponownie posłem na X kadencję złożył mandat w trakcie sesji w 1914. Po ojcu odziedziczył dobra Michalewice koło Rudek, który w testamencie przekazał Ossolineum. Członek i działacz Galicyjskiego Towarzystwa Gospodarskiego, członek jego Komitetu (15 czerwca 1879 - 12 czerwca 1880). 
Wybrany do Sejmu Krajowego z IV kurii okręgu wyborczego Rudki. Był założycielem i pierwszym prezesem Czytelni Akademickiej we Lwowie. Był członkiem Ligi Narodowej przed 1914 rokiem. 
Pochowany na Cmentarzu łyczakowskim we Lwowie.